# جفری جوردن
جفری جوردن (انگلیسی: Geoffrey Jourdren؛ زادهٔ ۴ فوریهٔ ۱۹۸۶) بازیکن فوتبال اهل فرانسه است که به عنوان دروازه‌بان بازی می‌کرد.
از باشگاه‌هایی که در آن بازی کرده‌است می‌توان به باشگاه ورزشی مون‌پلیه و باشگاه فوتبال نانسی اشاره کرد.
وی همچنین در تیم ملی فوتبال زیر ۲۱ سال فرانسه بازی کرده‌است.